# Старобільський провулок
Старобільський прову́лок — провулок у Голосіївському районі міста Києва, місцевість Ширма. Пролягає від Козацької вулиці до Гетьманської вулиці і Костанайського провулку.

## Історія
Провулок виник у середині XX століття. Починаючи з 1950-х років, називався на честь російського міста Майкоп. У 1950–70-ті роки провулок у його теперішніх межах мав паралельну назву Батумський провулок. До середини 1980-х років простягався до проспекту Валерія Лобановського, був скорочений у зв'язку зі знесенням старої забудови.
8 вересня 2022 року депутатами Київради проголосовано рішення про перейменування провулку на Старобільський, на честь міста Старобільськ.